# Pierwszy rząd Neville’a Chamberlaina

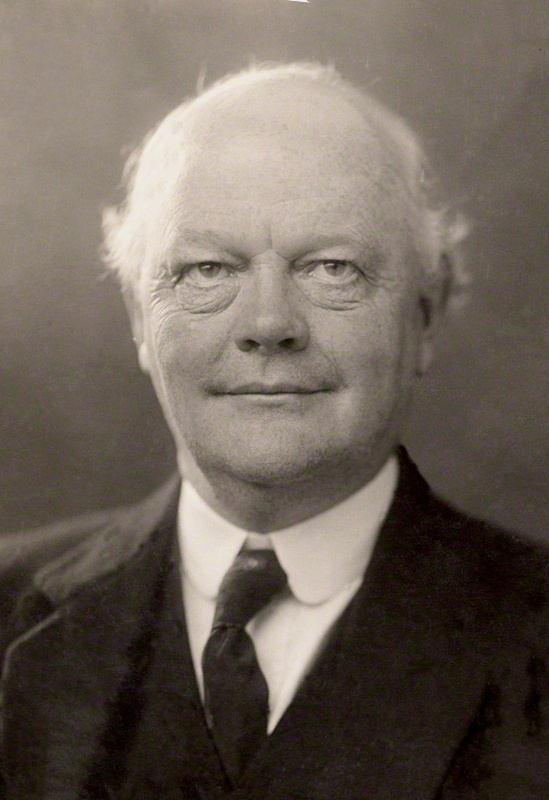
Wicehrabia Hailsham, lord kanclerz, lord przewodniczący Rady

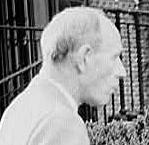
Wicehrabia Halifaksu, lord przewodniczący Rady, minister spraw zagranicznych

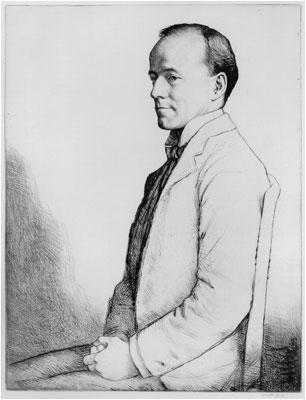
Wicehrabia Runciman of Doxford, lord przewodniczący Rady

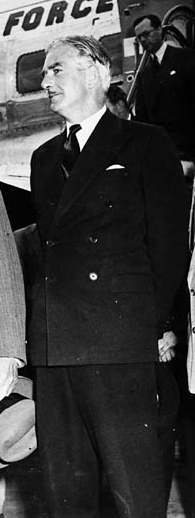
Anthony Eden, minister spraw zagranicznych

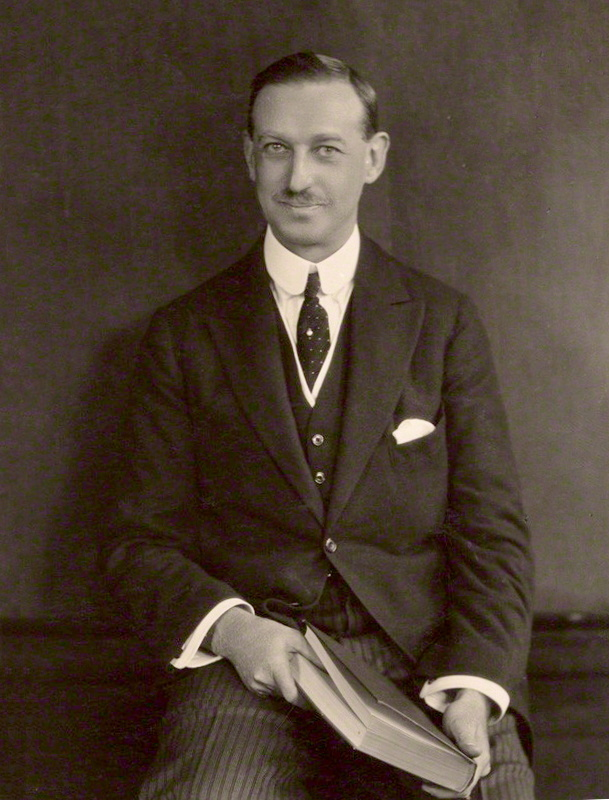
Hrabia Stanhope, przewodniczący Rady Edukacji, pierwszy lord Admiralicji

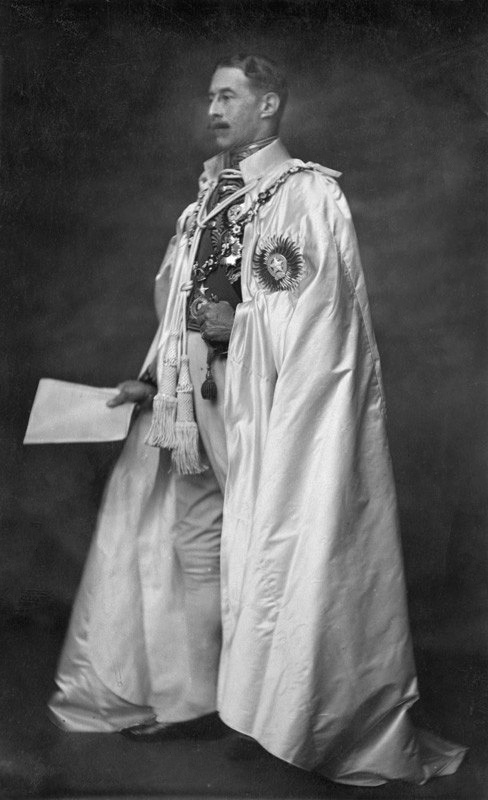
Markiz Zetland, minister ds. Indii i Birmy

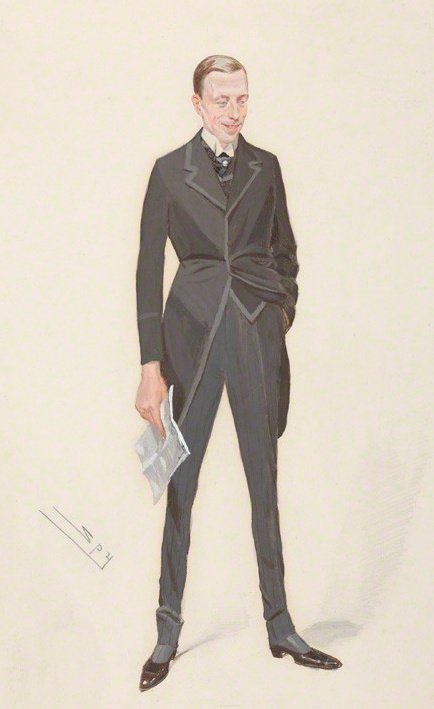
Hrabia Winterton, kanclerz Księstwa Lancaster, Paymaster-General

Narodowy rząd Neville’a Chamberlaina powstał w maju 1937 r. i przetrwał do wybuchu wojny we wrześniu 1939 r.
Członków ścisłego gabinetu wyróżniono tłustym drukiem.

## Skład rządu
| Urząd                                                           | Imię i nazwisko | Kadencja                                          |
| --------------------------------------------------------------- | --- | ------------------------------------------------- |
| Premier Pierwszy lord skarbu                                    | Neville Chamberlain | 1937–1939                                         |
|                                                                 | |                                                   |
| Lord kanclerz                                                   | Douglas Hogg, 1. wicehrabia Hailsham Frederic Maugham, 1. wicehrabia Maugham | 1937–1938 1938–1939                               |
| Lord przewodniczący Rady                                        | Edward Wood, 3. wicehrabia Halifaksu Douglas Hogg, 1. wicehrabia Hailsham Walter Runciman, 1. wicehrabia Runciman of Doxford | 1937–1938 1938 1938–1939                          |
| Lord tajnej pieczęci                                            | Herbrand Sackville, 9. hrabia De La Warr John Anderson | 1937–1938 1938–1939                               |
| Kanclerz skarbu                                                 | John Simon | 1937–1939                                         |
| Parlamentarny sekretarz skarbu                                  | David Margesson | 1937–1939                                         |
| Finansowy sekretarz skarbu                                      | John Colville Euan Wallace Harry Crookshank | 1937–1938 1938–1939 1939                          |
| Lordowie skarbu                                                 | James Stuart Charles Kerr Thomas Dugdale Charles Waterhouse Ronald Cross Patrick Munro Robert Grimston Stephen Furness Albert Edmondson | 1937–1939 1937 1937–1939 1937–1938 1938–1939 1939 |
| Minister spraw zagranicznych                                    | Anthony Eden Edward Wood, 3. wicehrabia Halifaksu | 1937–1938 1938–1939                               |
| Podsekretarz stanu w ministerstwie spraw zagranicznych          | Robert Gascoyne-Cecil, wicehrabia Cranborne Ivor Windsor-Clive, 2. hrabia Plymouth Rab Butler | 1937–1938 1937–1939 1938–1939                     |
| Minister spraw wewnętrznych                                     | Samuel Hoare | 1937–1939                                         |
| Podsekretarz stanu w ministerstwie spraw wewnętrznych           | Geoffrey William Lloyd Osbert Peake | 1937–1939 1939                                    |
| Pierwszy lord Admiralicji                                       | Duff Cooper James Stanhope, 7. hrabia Stanhope | 1937–1938 1938–1939                               |
| Parlamentarny i finansowy sekretarz przy Admiralicji            | Geoffrey Hithersay Shakespeare | 1937–1939                                         |
| Cywilny lord Admiralicji                                        | John Llewellin Austin Hudson | 1937–1939 1939                                    |
| Minister rolnictwa i rybołówstwa                                | William Morrison Reginald Dorman-Smith | 1937–1939 1939                                    |
| Parlamentarny sekretarz w ministerstwie rolnictwa i rybołówstwa | Charles Duncombe, 3. hrabia Feversham | 1937–1939                                         |
| Minister lotnictwa                                              | Philip Cunliffe-Lister Kingsley Wood | 1937–1938 1938–1939                               |
| Podsekretarz stanu w ministerstwie lotnictwa                    | Anthony Muirhead Harold Balfour | 1937–1938 1938–1939                               |
| Minister ds. kolonii                                            | William Ormsby-Gore Malcolm MacDonald | 1937–1938 1938–1939                               |
| Podsekretarz stanu w ministerstwie ds. kolonii                  | Basil Hamilton-Temple-Blackwood | 1937–1939                                         |
| Minister koordynator obrony                                     | Thomas Inskip Ernle Chatfield, 1. baron Chatfield | 1937–1939 1939                                    |
| Minister ds. dominiów                                           | Malcolm MacDonald Edward Stanley, lord Stanley Malcolm MacDonald Thomas Inskip | 1937–1938 1938 1938–1939 1939                     |
| Podsekretarz stanu w ministerstwie ds. dominiów                 | Edward Cavendish, 10. książę Devonshire | 1937–1939                                         |
| Przewodniczący Rady Edukacji                                    | James Stanhope, 7. hrabia Stanhope Herbrand Sackville, 9. hrabia De La Warr | 1937–1938 1938–1939                               |
| Parlamentarny sekretarz przy Radzie Edukacji                    | Kenneth Lindsay | 1937–1939                                         |
| Minister zdrowia                                                | Kingsley Wood Walter Elliot | 1937–1938 1938–1939                               |
| Parlamentarny sekretarz w ministerstwie zdrowia                 | Robert Bernays Florence Horsbrugh | 1937–1939 1939                                    |
| Minister ds. Indii i Birmy                                      | Lawrence Dundas, 2. markiz Zetland | 1937–1939                                         |
| Podsekretarz stanu w ministerstwie ds. Indii i Birmy            | Edward Stanley, lord Stanley Anthony Muirhead | 1937–1938 1938–1939                               |
| Minister pracy i służby narodowej                               | Ernest Brown | 1937–1939                                         |
| Parlamentarny sekretarz w ministerstwie pracy                   | Rab Butler Alan Lennox-Boyd | 1937–1938 1938–1939                               |
| Kanclerz Księstwa Lancaster                                     | Edward Turnour, 6. hrabia Winterton William Morrison | 1937–1939 1939                                    |
| Paymaster-General                                               | Robert Hutchison, 1. baron Hutchison of Montrose Geoffrey FitzClarence, 5. hrabia Munster Edward Turnour, 6. hrabia Winterton | 1937–1938 1938–1939 1939                          |
| Minister emerytur                                               | Herwald Ramsbotham Walter Womersley | 1937–1939 1939                                    |
| Minister bez teki                                               | Leslie Burgin | 1939                                              |
| Poczmistrz generalny                                            | George Tryon | 1937–1939                                         |
| Asystent poczmistrza generalnego                                | Walter Womersley William Mabane | 1937–1939 1939                                    |
| Minister ds. Szkocji                                            | Walter Elliot John Colville | 1937–1938 1938–1939                               |
| Parlamentarny sekretarz w ministerstwie ds. Szkocji             | Henry Wedderburn | 1937–1939                                         |
| Minister zaopatrzenia                                           | Leslie Burgin | 1939                                              |
| Parlamentarny sekretarz w ministerstwie zaopatrzenia            | John Llewellin | 1939                                              |
| Przewodniczący Zarządu Handlu                                   | Oliver Stanley | 1937–1939                                         |
| Parlamentarny sekretarz przy Zarządzie Handlu                   | Euan Wallace Ronald Cross | 1937–1938 1938–1939                               |
| Sekretarz handlu zamorskiego                                    | Robert Hudson | 1937–1939                                         |
| Sekretarz ds. kopalń                                            | Harry Crookshank Geoffrey William Lloyd | 1937–1939 1939                                    |
| Minister transportu                                             | Leslie Burgin Euan Wallace | 1937–1939 1939                                    |
| Parlamentarny sekretarz w ministerstwie transportu              | Austin Hudson Robert Bernays | 1937–1939 1939                                    |
| Minister wojny                                                  | Leslie Hore-Belisha | 1937–1939                                         |
| Podsekretarz stanu w ministerstwie wojny                        | Donald Howard, 3. baron Strathcona i Mount Royal Geoffrey FitzClarence, 5. hrabia Munster | 1937–1939 1939                                    |
| Finansowy sekretarz w ministerstwie wojny                       | Victor Warrender | 1937–1939                                         |
| Minister robót                                                  | Philip Sassoon Herwald Ramsbotham | 1937–1939 1939                                    |
| Prokurator generalny                                            | Donald Somervell | 1937–1939                                         |
| Radca generalny Anglii i Walii                                  | Terence O’Connor | 1937–1939                                         |
| Lord adwokat                                                    | Thomas Cooper | 1937–1939                                         |
| Solicitor General dla Szkocji                                   | James Reid | 1937–1939                                         |
| Skarbnik Dworu Królewskiego                                     | Lambert Ward Arthur Hope Charles Waterhouse | 1937 1937–1939 1939                               |
| Kontroler Dworu Królewskiego                                    | George Davies Charles Waterhouse Charles Kerr | 1937 1937–1939 1939                               |
| Wiceszambelan Dworu Królewskiego                                | Arthur Hope Ronald Cross Robert Grimston | 1937 1937–1939 1939                               |
| Kapitan Gentelmen-at-Arms                                       | George Bingham, 5. hrabia Lucan | 1937–1939                                         |
| Kapitan Ochotników Gwardii                                      | Arthur Chichester, 4. baron Templemore | 1937–1939                                         |
| Lord-in-waiting                                                 | Henry Gage, 6. wicehrabia Gage Geoffrey FitzClarence, 5. hrabia Munster John Crichton, 5. hrabia Erne Hugh Fortescue, 5. hrabia Fortescue Frederick Smith, 2. hrabia Birkenhead Rowland Hood, 3. wicehrabia Bridport Robert Grosvenor, 5. baron Ebury | 1937–1939 1937–1938 1937–1939 1938–1939 1939      |